# Ламберт II (граф Нанта)
Ламберт II (фр. Lambert II; погиб 1 мая 852) — граф Нанта в 843—846 и в 849—850 годах; сын Ламберта I и Теодрады, дочери короля Италии Пипина. Происходил из дома Гвидонидов.

## Биография

### Правление
После ссылки отца, графа Ламберта I, в Италию Ламберт II остался в Бретани. Его воспитывали, согласно «Нантской хронике», в Нанте среди бретонцев.
Первоначально Ламберт II был сторонником короля Западно-Франкского государства Карла II Лысого. Он сражался против графа Рикуина Нантского в армии Карла в битве при Фонтенуа 25 июня 841 года, в которой Рихвин был убит. Ламберт, рассматривавший Нант как своё наследное владение, рассчитывал получить графство в управление, однако король Карл передал Нант графу Рено д’Эрбо. В результате Ламберт, который счёл себя оскорблённым, порвал отношения с королём и примкнул к графу Ванна Номиноэ.
Пользуясь болезнью Номиноэ, Рено попытался расширить свои владения в Бретани. В 843 году он одержал победу в сражении при Месаке, но 24 июня погиб в битве при Блене. Оставшийся без правителя Нант 24 июня был захвачен нанятыми Ламбертом II викингами под командованием Гастинга. После ухода из Нанта норманнов Ламберт смог укрепиться в городе. В 844 году граф Пуатье Бернар II и сын Рено Эрве выступили в поход против Ламберта II, однако оба погибли в битве с ним около Пуатье.
Осенью 845 года Ламберт II решил оставить Номиноэ и снова перешёл на сторону короля Карла II Лысого. Вначале Карл оставил Ламберта графом Нанта, но в августе 846 года Ламберт был смещён, на его место король поставил своего приближённого Амори. В качестве компенсации Ламберт был назначен светским аббатом монастыря Святого Колумба в Сансе.
В 849 году Карл II Лысый снова назначил Ламберта II графом Нанта, причём кроме самого Нанта он получил ещё Ренн и владения к югу от Луары. Однако в следующем году Ламберт II опять переметнулся к Номиноэ, за что был лишён королём франков всех своих владений.
В 851 года бретонское войско захватило Нант и Ренн, городские укрепления которых были разрушены. Среди пленных франков был и граф Амори, в прошлом году назначенный преемником Ламберта II в Нанте. Позднее в том же году Ламберт II сопровождал Номиноэ в походе в Нейстрию против Карла II Лысого. После неожиданной смерти правителя Бретани 7 марта в Вандоме именно Ламберт возглавил бретонскую армию. Вместе с Эриспоэ, сыном и наследником Номиноэ, он участвовал в разгроме армии Карла II Лысого в битве при Женглане 22 августа. После этого правитель западных франков был вынужден заключить с Эриспоэ в Анже мирный договор, по которому Бретань была признана независимой, Эриспоэ стал королём Бретани, а территория Бретонской марки, включая Нант и Ренн, полностью вошла в состав королевства Эриспоэ. Этот договор лишил Ламберта надежды закрепиться в Нанте.
В 852 году Ламберт попытался захватить область между Мэном и Анжу, чтобы создать там себе графство. Однако 1 мая он был убит графом Мэна Гозбертом, опасавшимся за свои владения.

### Брак и дети
Жена: Ротруда. Дети:
- Викберт (Витберт) (ум. в 883), граф Орнуа